# Gillis Bratt
Gillis Waldemar Bratt, född 16 januari 1870 i Göteborg, död 10 februari 1925, var en svensk läkare och sånglärare.
Bratt blev student vid Uppsala universitet 1889, medicine licentiat på Karolinska institutet i Stockholm 1900 och var från 1902 verksam som praktiserande läkare för hals- och nässjukdomar i den svenska huvudstaden. Från 1900 hade han en betydande verksamhet som lärare i fysiologisk tonbildning vid sång och tal, och inte minst operasångare sökte hans handledning, bland andra Kirsten Flagstad, Gertrud Pålson-Wettergren, Ivar F. Andrésen, Göta Ljungberg, Oscar Ralf och Joseph Hislop, som senare blev lärare till bland andra Birgit Nilsson. Bratt tog initiativet till och var förste ordförande i Konstnärsringen. Han författade Talröstens fysiologi ur pedagogisk synpunkt (1908; tredje omarbetade upplagan 1922).